# Aleksiej Błagowieszczenski
Aleksiej Siergiejewicz Błagowieszczenski, Alaksiej Siarhiejewicz Błahawieszczanski (ros. Алексей Сергеевич Благовещенский, biał. Аляксей Сяргеевіч Благавешчанскі, ur. 5 października?/18 października 1909 w Brześciu, zm. 25 maja 1994 w Moskwie) – radziecki lotnik, generał porucznik lotnictwa, pilot doświadczalny, Bohater Związku Radzieckiego (1938).

## Życiorys
Był narodowości białoruskiej. Od 1914 mieszkał w Kursku, gdzie w 1927 skończył technikum przemysłowo-ekonomiczne, od kwietnia 1927 służył w Armii Czerwonej. W 1928 ukończył wojskowo-teoretyczną szkołę lotników w Leningradzie, a w 1929 wojskową szkołę pilotów w Borisoglebsku, był pilotem eskadry lotnictwa myśliwskiego w Białoruskim Okręgu Wojskowym, a 1933-1937 dowódcą oddziału lotniczego Sił Powietrznych Floty Oceanu Spokojnego. Od września do grudnia 1937 pracował jako pilot doświadczalny Naukowo-Badawczego Instytutu Sił Powietrznych, brał udział w testowaniu modeli myśliwców I-15 i I-16, od grudnia 1937 do sierpnia 1938 jako dowódca eskadry myśliwców i dowódca grupy radzieckich pilotów w stopniu kapitana uczestniczył w wojnie chińsko-japońskiej. Wykonał wówczas 117 lotów bojowych myśliwcami I-15 i I-16 (miał nalot 125 godzin) i stoczył ok. 40 walk powietrznych, w których strącił osobiście 7 i w grupie 16 japońskich samolotów. Od października 1938 do stycznia 1939 ponownie był pilotem doświadczalnym Naukowo-Badawczego Instytutu Sił Powietrznych, w 1939 ukończył kursy doskonalenia wyższej kadry dowódczej przy Akademii Sztabu Generalnego, w kwietniu 1939 objął dowództwo brygady lotnictwa myśliwskiego w Leningradzkim Okręgu Wojskowym, od listopada 1939 do marca 1940 brał udział w wojnie z Finlandią jako dowódca 54 Brygady Lotnictwa Myśliwskiego, wykonując 39 lotów bojowych myśliwcem I-16 i uczestnicząc w trzech walkach powietrznych. W kwietniu 1940 został dowódcą 60 Brygady Lotnictwa Myśliwskiego Obrony Przeciwlotniczej w Baku, od sierpnia 1940 do stycznia 1941 dowodził 27 Dywizją Lotniczą w Zakaukaskim Okręgu Wojskowym, od stycznia 1941 do października 1942 był zastępcą dowódcy Sił Powietrznych Frontu Dalekowschodniego (od października 1941 do maja 1942 pełnił obowiązki dowódcy Sił Powietrznych tego frontu).
Od października 1942 uczestniczył w wojnie z Niemcami jako dowódca 2 Korpusu Lotnictwa Myśliwskiego, walczył na Froncie Kalinińskim (październik-grudzień 1942), Wołchowskim (grudzień 1942-luty 1943), ponownie Kalinińskim (luty-kwiecień 1943), Zachodnim (maj-lipiec 1943), Briańskim (lipiec-sierpień 1943), 1 Nadbałtyckim (październik 1943-marzec 1944), 3 Białoruskim (czerwiec-wrzesień 1944) i 1 Ukraińskim (listopad 1944-luty 1945). Brał udział w operacji wielkołuckiej, przerwaniu blokady Leningradu, operacji rżewsko-wiaziemskiej, operacji orłowskiej, newelskiej, gorodockiej, witebsko-orszańskiej, mińskiej, wileńskiej, kowieńskiej, sandomiersko-śląskiej i dolnośląskiej. 9 lutego 1945 na lotnisku w Lubinie wpadł na minę, w wyniku czego został ciężko ranny i do maja 1945 leczył się w moskiewskim szpitalu. W czasie wojny wykonał 48 lotów bojowych i wziął udział w trzech walkach powietrznych. Od września 1945 do lipca 1947 był naczelnikiem wyższej oficerskiej szkoły sił powietrznych w Lubiercach, 1947-1949 był pomocnikiem dowódcy 7 Armii Powietrznej/62 Armii Powietrznej w Baku, później pracował w Naukowo-Badawczym Instytucie Sił Powietrznych, którego od marca 1952 do lipca 1959 był naczelnikiem, testował wiele różnych samolotów, m.in. Ła-15, MiG-15, MiG-17 i MiG-19. Później pracował w OKB (Specjalnym Biurze Konstruktorskim) im. Tupolewa, 1975-1983 jako zastępca głównego konstruktora, a 1984-1985 kierowniczy konstruktor. Został pochowany na Cmentarzu Trojekurowskim.

## Awanse
- kapitan (19 marca 1936)
- pułkownik (26 września 1938)
- kombrig (4 maja 1940)
- generał major lotnictwa (5 czerwca 1940)
- generał porucznik lotnictwa (30 kwietnia 1943)

## Odznaczenia
- Złota Gwiazda Bohatera Związku Radzieckiego (14 listopada 1938)
- Order Lenina (dwukrotnie, 14 listopada 1938 i 20 kwietnia 1953)
- Order Rewolucji Październikowej (26 kwietnia 1971)
- Order Czerwonego Sztandaru (trzykrotnie, 8 marca 1938, 21 marca 1940 i 30 kwietnia 1947)
- Order Suworowa II klasy (30 sierpnia 1943)
- Order Kutuzowa II klasy (22 lipca 1944)
- Order Bohdana Chmielnickiego II klasy (6 kwietnia 1945)
- Order Wojny Ojczyźnianej I klasy (dwukrotnie, 22 lutego 1943 i 11 marca 1985)
- Order Czerwonej Gwiazdy (dwukrotnie, 25 maja 1936 i 3 listopada 1944)
- Order Chmury i Sztandaru IV klasy (Chiny, 1938)

I medale.